# Violência étnica em Yumbi em 2018
Violência étnica em Yumbi em 2018, também Massacre de Yumbi em 2018, ocorreu entre 16 e 18 de dezembro de 2018, quando pelo menos 890 pessoas, a maioria banunus, foram mortas em Yumbi e três outras aldeias vizinhas (Bongende, Nkolo e Campo Nbanzi) na província de Mai-Indombe, 400 km ao norte de Quinxassa, na República Democrática do Congo. Cerca de 465 casas e prédios foram incendiados ou saqueados, incluindo alguns estabelecimentos públicos. O vilarejo de pescadores de Bongende foi o mais atingido, com muitos moradores mutilados e pelo menos 339 mortos. Cerca de 16.000 banunus foram deslocados do território de Yumbi, conforme relatado pelo Alto Comissariado das Nações Unidas para os Refugiados. Cerca de 100 banunus encontraram refúgio na ilha Moniende, no rio Congo, enquanto o restante fugiu para o distrito de Makotimpoko, na República do Congo.
Os banunus foram massacrados por membros da comunidade batende em uma rivalidade profundamente arraigada por deveres tribais mensais, terras, campos e recursos hídricos. Táticas de estilo militar foram empregadas na chacina e alguns agressores estavam vestidos com uniformes do exército. As autoridades locais e os elementos das forças de segurança foram considerados suspeitos de lhes dar apoio. Tanto o Escritório do Alto Comissário das Nações Unidas para os Direitos Humanos quanto as autoridades judiciais nacionais iniciaram investigações sobre os ataques relatados. Os relatórios sugerem que os confrontos começaram quando membros da tribo banunu pretendiam sepultar um dos seus chefes tradicionais em terra batende.